# Carl van Duyne
Carl van Duyne (30 de mayo de 1946-28 de febrero de 1983) fue un deportista estadounidense que compitió en vela en la clase Finn. Ganó una medalla de plata en el Campeonato Mundial de Finn de 1971.

## Palmarés internacional
| Campeonato Mundial | Campeonato Mundial | Campeonato Mundial | Campeonato Mundial |
| Año                | Lugar              | Medalla            | Clase              |
| ------------------ | ------------------ | ------------------ | ------------------ |
| 1971               | Toronto (Canadá)   | Medalla de plata   | Finn               |